# Æbleskiver

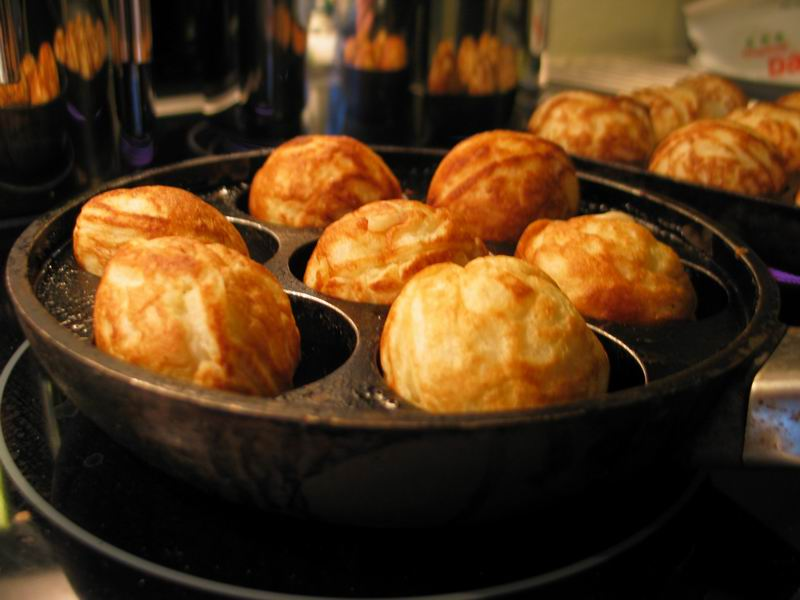
Æbleskiver.

Las æbleskiver (en danés ‘rodajas de manzana’) son frutas de sartén tradicionales danesas que tienen una distintiva forma esférica. Las æbleskiver son sólidas pero ligeras y esponjosas.

## Sartén deæbleskiver

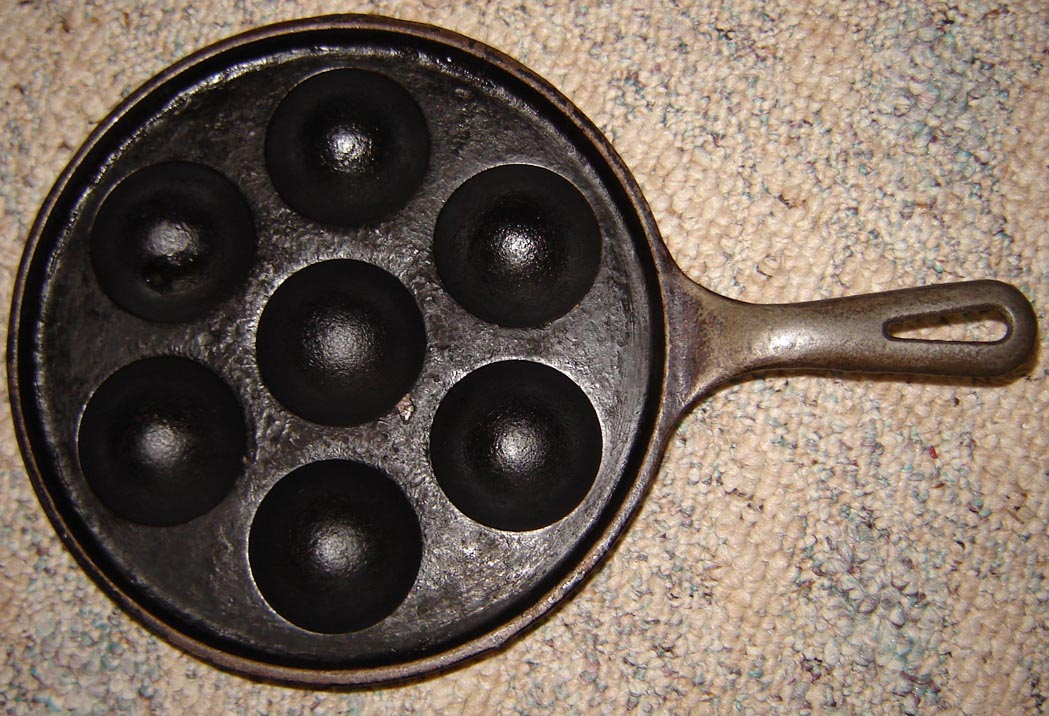
Vista superior de una sartén de æbleskiver.

Las æbleskiver se cocinan al fuego en una sartén especial con varios huecos semiesféricos. Existen versiones de esta sartén para cocinas de gas y eléctricas (estas últimas tienen el fondo plano). Las sartenes para æbleskiver suelen hacerse de hierro fundido, lo que permite una buena conductividad térmica. Los modelos tradicionales hechos de una plancha de cobre siguen existiendo, pero en la actualidad se usan exclusivamente para decorar.

## Preparación
El rebozado para las æbleskiver suele incluir harina de trigo, que se mezcla con mantequilla, leche o nata, huevo, azúcar y una pizca de sal. Algunas recetas incluyen también grasa (normalmente manteca), cardamomo y piel de limón para mejorar el sabor, y un agente gasificante, normalmente levadura química, para airear la masa.
El rebozado se vierte en los huecos aceitados de la sartén y cuando las æbleskiver empiezan a cocerse, se les da la vuelta con una aguja de tejer, pincho o tenedor, para darle a los pasteles su característica forma esférica. Tradicionalmente se preparaban con trocitos de manzana (æble) o compota de manzana dentro, pero estos ingredientes rara vez se incluyen en las modernas recetas danesas del plato. Las æbleskiver no son dulces, pero tradicionalmente se sirven mojadas en mermelada de frambuesa, fresa, arándano rojo o mora y espolvoreadas con azúcar glas.
Las æbleskiver pueden comprarse fritas y congeladas en supermercados, pudiendo calentarse luego en el horno.

## Tradiciones
En Dinamarca las æbleskiver son comunes antes de Navidad. En diciembre se sirven a menudo con gløgg, vino caliente escandinavo. En Noruega los gofres calientes suplen casi la misma función que las æbleskiver en Dinamarca.
También suelen venderse en mercadillos de caridad, campañas escultas, encuentros deportivos locales y similares, o servirse en las fiestas de cumpleaños infantiles, debido a su popularidad y fácil preparación. Las asociaciones de voluntarios pueden obtener buenos beneficios preparándolas a partir de la versión congelada prefrita y vendiéndolas, generalmente de tres en tres con los condimentos habituales.